# Música celta

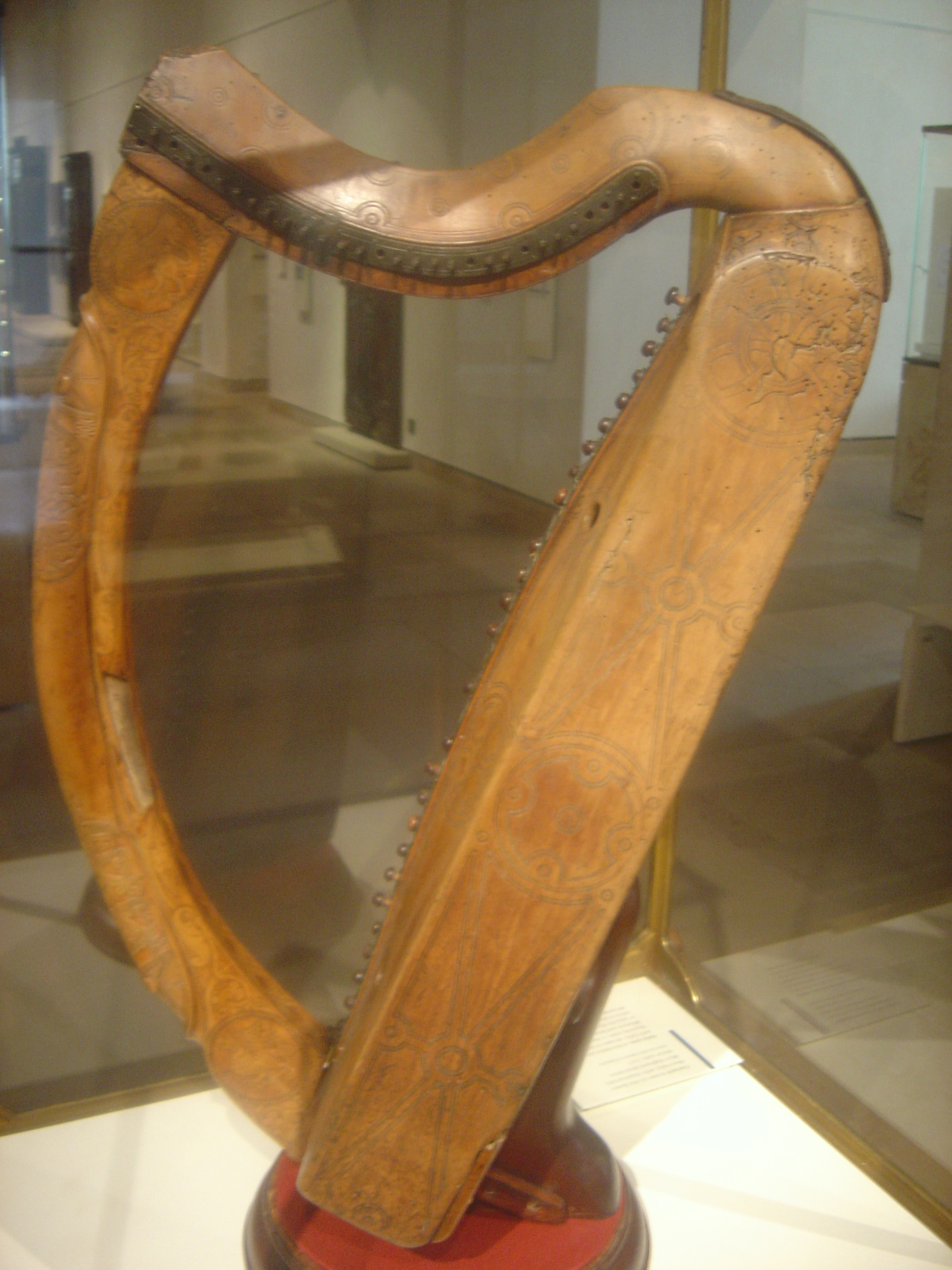
Harpa celta.

A expressão música celta refere-se aos estilos populares da Irlanda, Portugal, Escócia, Galiza, País de Gales, Ilha de Man, Cornualha e Bretanha, que usavam as formas tradicionais de danças e os improvisos dos trovadores. É caracterizada pelo ritmo vigoroso das danças, a utilização de flautas e de rabecas, e o uso de línguas locais nas letras das músicas.
Somente a partir dos anos 1960, com o Movimento Nacional Irlandês, o universo "celta" popularizou-se nos Estados Unidos e marcou o cenário pop das décadas de 60, 70 e 80. Nos anos 1990, explodiu nas paradas mundiais com o New Age e artistas como Enya.
As subdivisões mais comuns são: New Age, Tradicional, Fusion e Folk.

## Instrumentos
Os instrumentos usados hoje para a execução da música celta são todos modernos, entretanto, existiram instrumentos antigos como a flauta celta, composta de furos exclusivos na frente feita de bambu, e outros como pandeiros feitos com pele de animais. Os instrumentos utilizados para a execução destas músicas são, quase todos, inventados ou transformados no Século XVII e XVIII, devido a dificuldade de manter o controle da nota na flauta original celta (sem chaves para modular as oitavas a flauta exigia certa habilidade do músico e imprecisão de afinação devido ao diâmetro do bambu ser diferenciado), por isso, flauta de bambu foi substituída por outras de melhor material a fim de atingir um padrão de afinação. A música folclórica irlandesa conservou fortes traços da música barroca, onde a "música celta" tem as suas verdadeiras raízes. Além da gaita de fole, flauta, violino, harpa e concertina (conhecidos na maior parte do mundo), ainda existe um importante instrumento de percussão pouco conhecido, chamado bodhrán.

## Festivais celtas
| Festival                                                   | Lugar                        | País        |
| ---------------------------------------------------------- | ---------------------------- | ----------- |
| Festival Internacional do Mundo Celta de Ortigueira        | Ortigueira (Galiza), Corunha | Espanha     |
| Festival Intercéltico de Avilés                            | Avilés, Astúrias             | Espanha     |
| Festival Celta Internacional Reino de León                 | León                         | Espanha     |
| Festival Internacional de Música Celta de Collado Villalba | Collado Villalba             | Espanha     |
| Festival Interceltique de Lorient                          | Lorient                      | França      |
| Festival del Kan ar Bobl                                   | Lorient                      | França      |
| Festival de Cornouailles                                   | Quimper                      | França      |
| Les Nuits Celtiques du Stade de France                     | Paris                        | França      |
| Celtic Connections                                         | Glasgow                      | Reino Unido |
| Hebridean Celtic Festival                                  | Stornoway                    | Reino Unido |
| Yn Chruinnaght                                             | Isle of Man                  | Reino Unido |
| Fleadh ceol na hEireann                                    | Tullamore                    | Irlanda     |
| Festival Intercéltico de Sendim                            | Sendim                       | Portugal    |
| Festival Folk Celta Ponte da Barca                         | Ponte da Barca               | Portugal    |
| Douro Celtic Fest                                          | Vila Nova de Gaia            | Portugal    |
| Festival Intercéltico de Porto                             | Porto                        | Portugal    |
| Galaicofolia                                               | Esposende                    | Portugal    |
| Festival de Música Celta de Viana do Castelo               | Viana do Castelo             | Portugal    |
| Celtic Colours                                             | Cape Breton, Nova Scotia     | Canadá      |
| Festival Celtique International de Montréal                | Montréal                     | Canadá      |
| Curitiba Celtic Fest                                       | Curitiba                     | Brasil      |